# Зелений театр (Порі)
Театр Конт'акті (фін. Vihreä Teatteri) — фінський літній театр утворений в 1961 році в місті Порі, Фінляндія. Спочатку це була окрема трупа, набрана з числа акторів Театру Порі, яка з роками стала самостійним колективом.
Ідейним натхненником театру став відомий порінський  театрал - Велі Туомас-Кеттуселле Veli Tuomas-Kettuselle . Зібравши довкола себе ансамбль самобутніх артистів: Veikko Roslundin, Matti Niemelän, Toivo Kanamäen, Markus Peltosen, Timo Peltosen, Kalervo Vaittisen разом з художником постановником Pertti Mellinin Велі Туомас започаткував вперше в країні концепцію театрів просто неба. Слід зазначити, що всі артисти беруть участь в постановках на безкоштовній основі, сповідуючи творчий рух без матеріальних вимог (до того ж, більшість артистів є професіоналами й виступають в професійних театральних трупах), та й виступи колективу теж є безкоштовними. 
з 80-х років 20-го століття цей театр перебрався в спеціально відведено культурну зону - «Аннанкату 6» Annankatu 6, яка розташована в старій промислової зоні міста і була перебудована/облаштована в молодіжний та культурний анклав Порі, де проводяться численні культурні дійства, молодіжні дискотеки та базуються ще кілька театральних труп, музичних колективів... Незважаючи на суттєву молодіжну аудиторію - колектив трупи ставить постановки, як на молодіжну та сучасну тематику, так і ставлять класичні драматичні твори для дорослих глядачів.